# Orobanche parishii
Orobanche parishii är en snyltrotsväxtart som först beskrevs av Jepson, och fick sitt nu gällande namn av Lawrence Ray Heckard. Orobanche parishii ingår i släktet snyltrötter, och familjen snyltrotsväxter.

## Underarter
Arten delas in i följande underarter:
- O. p. brachyloba
- O. p. parishii